# Дільничний пристав
Дільничний пристав, пристав дільниці (рос. участковый пристав) — чиновник міської поліції Російської імперії у 1866 (1867)-1917 роках.
Дільничні пристави відповідали за громадську безпеку у дільниці, територіальній одиниці міської поліції, на які поділялося велике (здебільшого губернське) місто. Кількість дільниць і дільничних приставів з часом змінювався в залежності від збільшення кількості мешканців міста. У 1877 році, у місті Харкові Харківської губернії налічувалося шість дільниць, в кожну з яких входило по чотири околодки.
Дільничні пристави підпорядковувалися Управлінню міського поліцмейстера, яке очолював поліцмейстер. Підпорядковані приставам були чини дільниці, та околодочні наглядачі. Заміщував дільничного пристава, помічник дільничного пристава.